# Jardin d'acclimatation
Cet article concerne un type de jardin botanique. Pour le parc de loisirs parisien, voir Jardin d'acclimatation (Paris). Pour le roman de Yves Navarre, voir Le Jardin d'acclimatation (roman).
Le jardin d'acclimatation est un type de jardin botanique présentant en métropole une collection de plantes exotiques importées des comptoirs coloniaux, où elles ont été sélectionnées dans un jardin d'essai. Jardin d'acclimatation et jardin d'essai sont les deux formes du jardin colonial.
La fonction du jardin d'acclimatation est d'acclimater les espèces équatoriales, tropicales ou subtropicales que ce soit dans le but de soutenir l'« agriculture coloniale » ou simplement pour des motifs esthétiques. Souvent ouverts dans le cadre d'une exposition coloniale, les jardins d'acclimatation publics ont parfois hébergé une ménagerie d'animaux exotiques. Leur histoire marque une étape tant dans la recherche en botanique que dans l'art du jardin et du paysage.

## Terminologie
Le pendant dans la colonie du jardin d'acclimatation établi en métropole est le jardin d'essai, mais les deux appellations sont souvent confondues et le jardin situé dans la métropole est parfois aussi appelé « jardin d'essai colonial », tel le jardin tropical de Paris.
La plupart des jardins d'acclimatation qualifiés de coloniaux ont été renommés à la fin du XXe siècle à la suite de l'effondrement des empires coloniaux. L'expression jardin colonial étant dès lors tombée dans une certaine désuétude sinon un certain désaveu, elle est réapparue parfois dans le sens de jardin d'une maison coloniale.

## Histoire
Dans la seconde moitié du XVIIIe siècle, l'agriculture des plantes exotiques, telles la fraise ou la pomme de terre, suscite en Europe même un intérêt croissant, mais aussi dans les colonies, dont l'intérêt économique, méprisé par Voltaire, sera vanté par Adam Smith. C'est ainsi qu'en 1770, soit un an avant la publication du best seller que sera le Voyage autour du monde de Louis-Antoine de Bougainville, Pierre Poivre, intendant de l'Isle de France crée le Jardin colonial de Montplaisir à Pamplemousses. Il y rassemble arbres, fleurs et épices du monde entier pour les envoyer vers Madagascar et les Antilles. En 1775, la direction en est confiée à Jean-Nicolas Céré.
Quelques années plus tard, en 1788, le Jardin d'acclimatation de La Orotava est fondé à Tenerife, sur ordre de Charles III d'Espagne, pour y acclimater les plantes récoltées dans les colonies espagnoles du Nouveau Monde, avant leur transfert dans les jardins royaux de Madrid et d'Aranjuez.
En 1803 est ouvert le Jardin colonial des Plantes de Saint Pierre de la Martinique, à la fois jardin d'essai et, pour les plantes du Coromandel et du Malabar, jardin d'acclimatation. En 1812, il est dépassé en splendeur par le Jardin colonial de Sans Souci, créé par la gouverneur des Indes néerlandaises. Créé en 1832, le Jardin colonial d'Alger rivalise avec celui-ci sans le surpasser. Les tentatives d'acclimatation y seront des échecs.
La plupart des jardins d'acclimatation ont été créés sur le continent européen dans la seconde moitié du XIXe siècle et jusqu'à la Première Guerre mondiale. Au XXIe siècle, ces jardins sont généralement devenus des jardins botaniques qui jouent un rôle d'institution didactique et de conservatoire de la biodiversité. D'autres ont été transformés en jardins publics.

## Quelques jardins d'acclimatation
- Algérie : Jardin d'essai du Hamma
- Belgique :
  - Jardin colonial de Laeken
  - Jardin d'acclimatation de Liège
- Brésil : Parque da Aclimação (São Paulo)
- Égypte : Jardin d'acclimatation et d'expérimentation de plantes et d'animaux utiles de Ghézireh
- Espagne : Jardin d'acclimatation de La Orotava (Tenerife)
- France :
  - Jardin colonial d'Alexandre Godefroy-Lebeuf impasse des Brouillards à Paris.
  - Jardin d'acclimatation de Paris
  - Jardin d'acclimatation de Toulon
  - Jardin botanique exotique du Val Rahmeh (Menton)
  - Jardin colonial de Nogent
  - Jardin d'acclimatation d'Hyères
  - Le Plantier de Costebelle
  - Jardin colonial de l'île de Batz.
- Italie : Jardin botanique Hanbury
- Maroc : Jardin d'essais botaniques de Rabat
- République tchèque : Jardin royal du Château de Prague